# Holi Phagwa

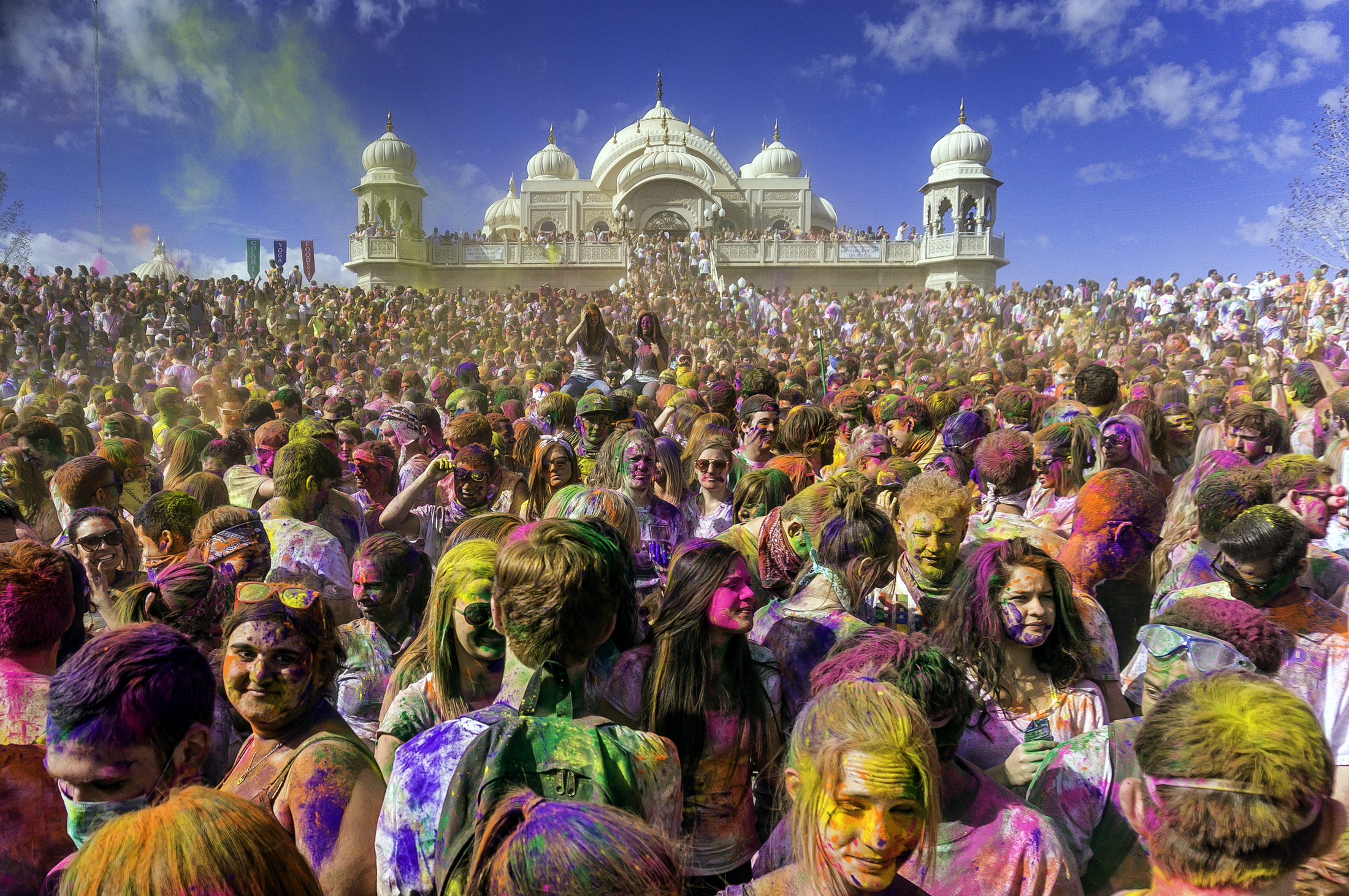
Holi-feest in de Verenigde Staten

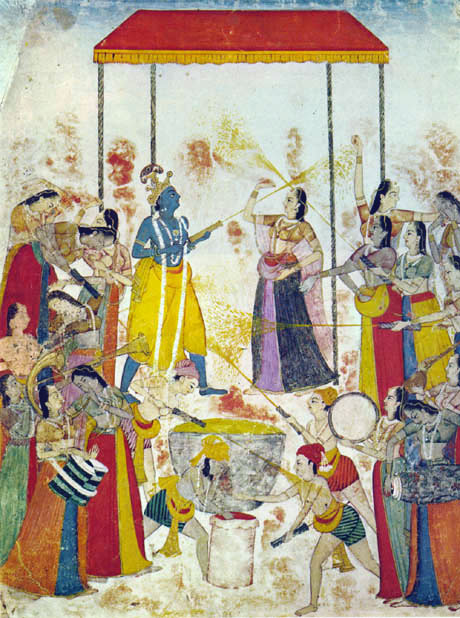
Gooien met gekleurd poeder

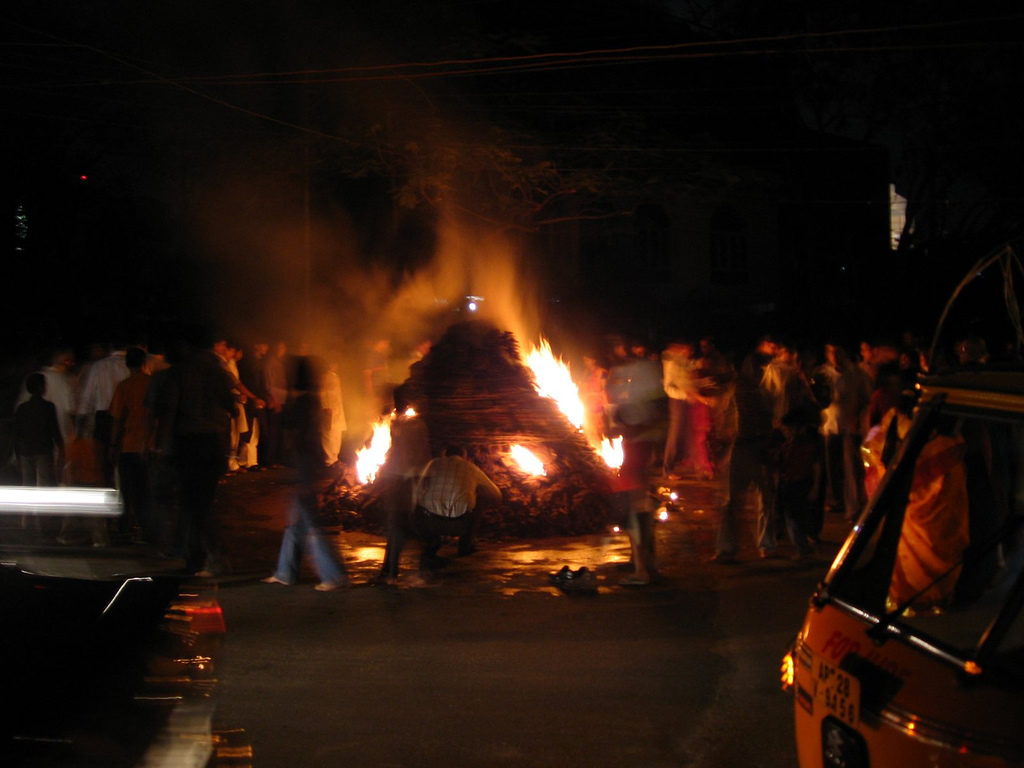
Vreugdevuur

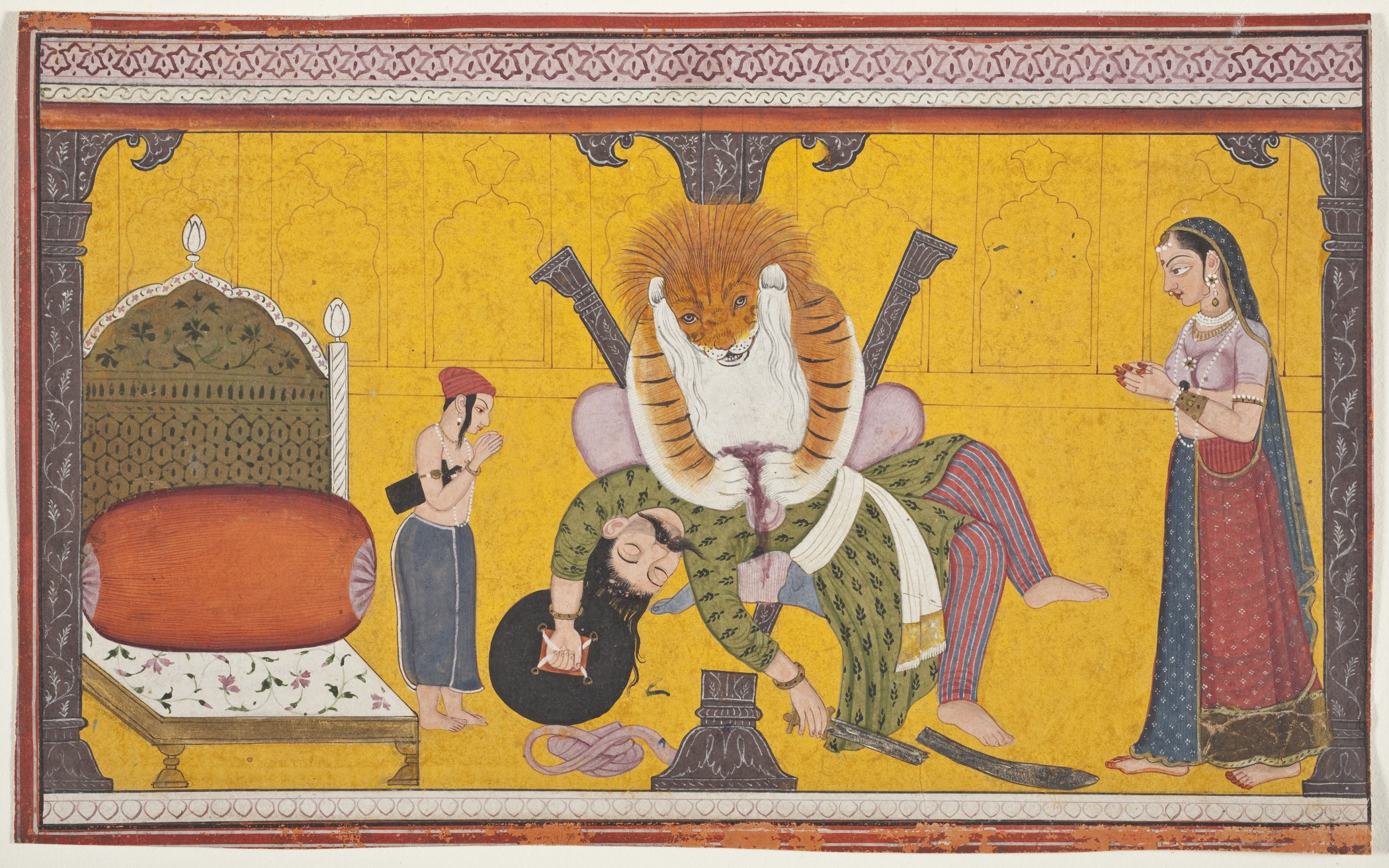
Narasimha doodt Hiranyakashipu.

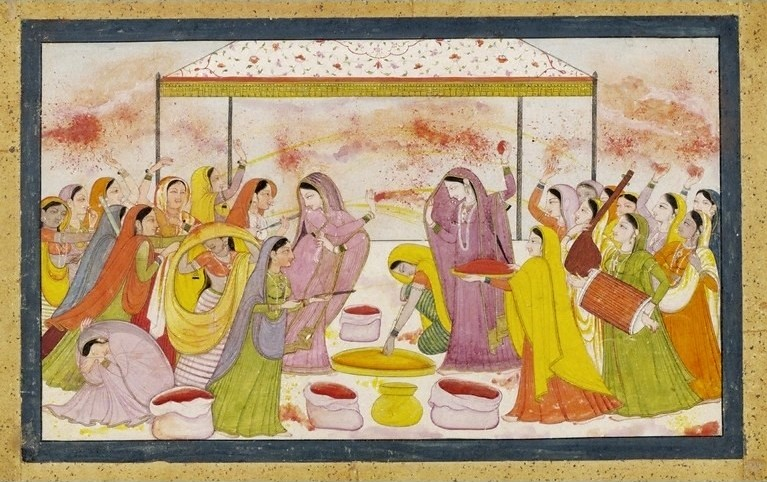
Holi Phagwa, ca. 1788

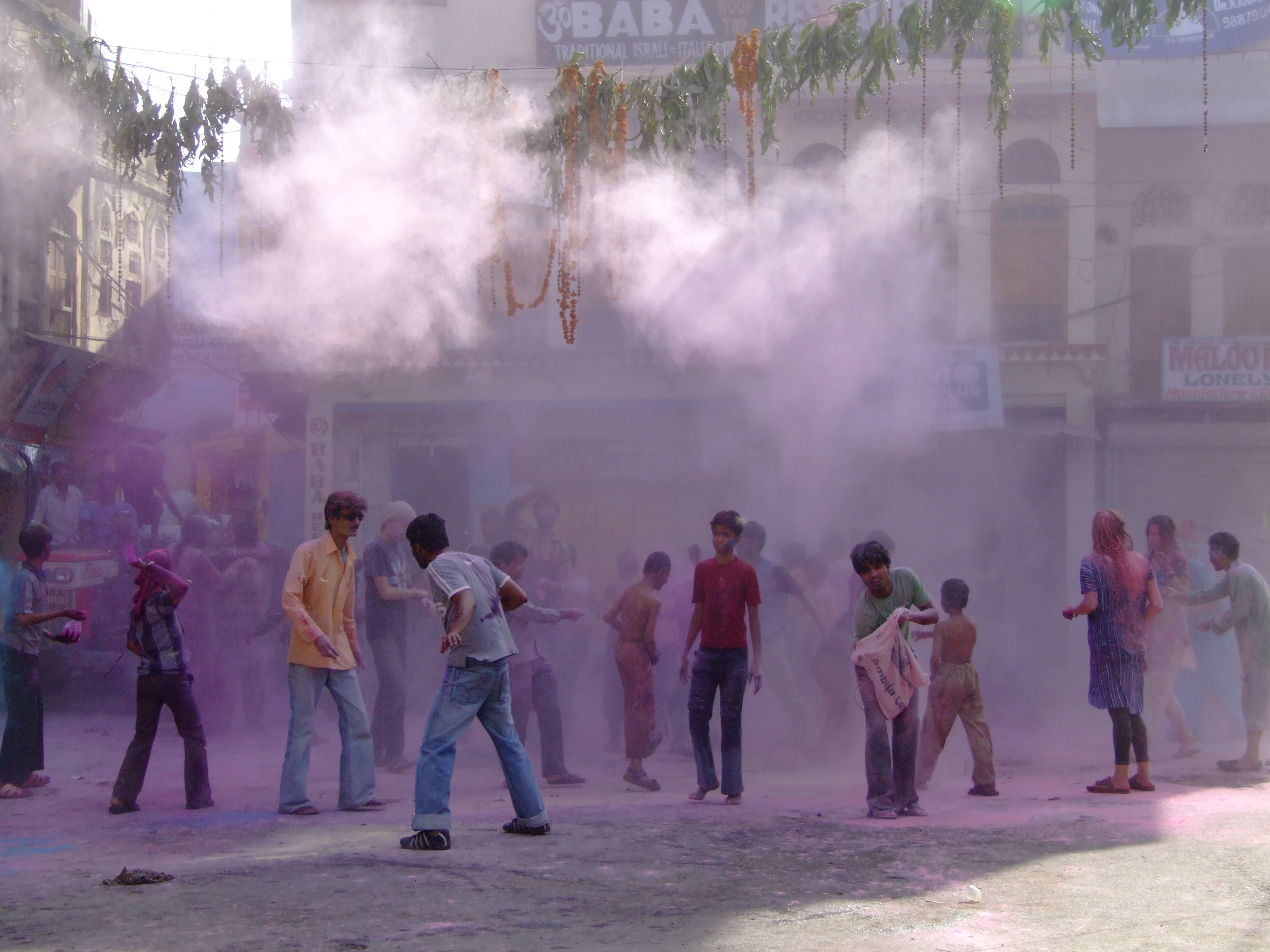
Mensen in poederwolken

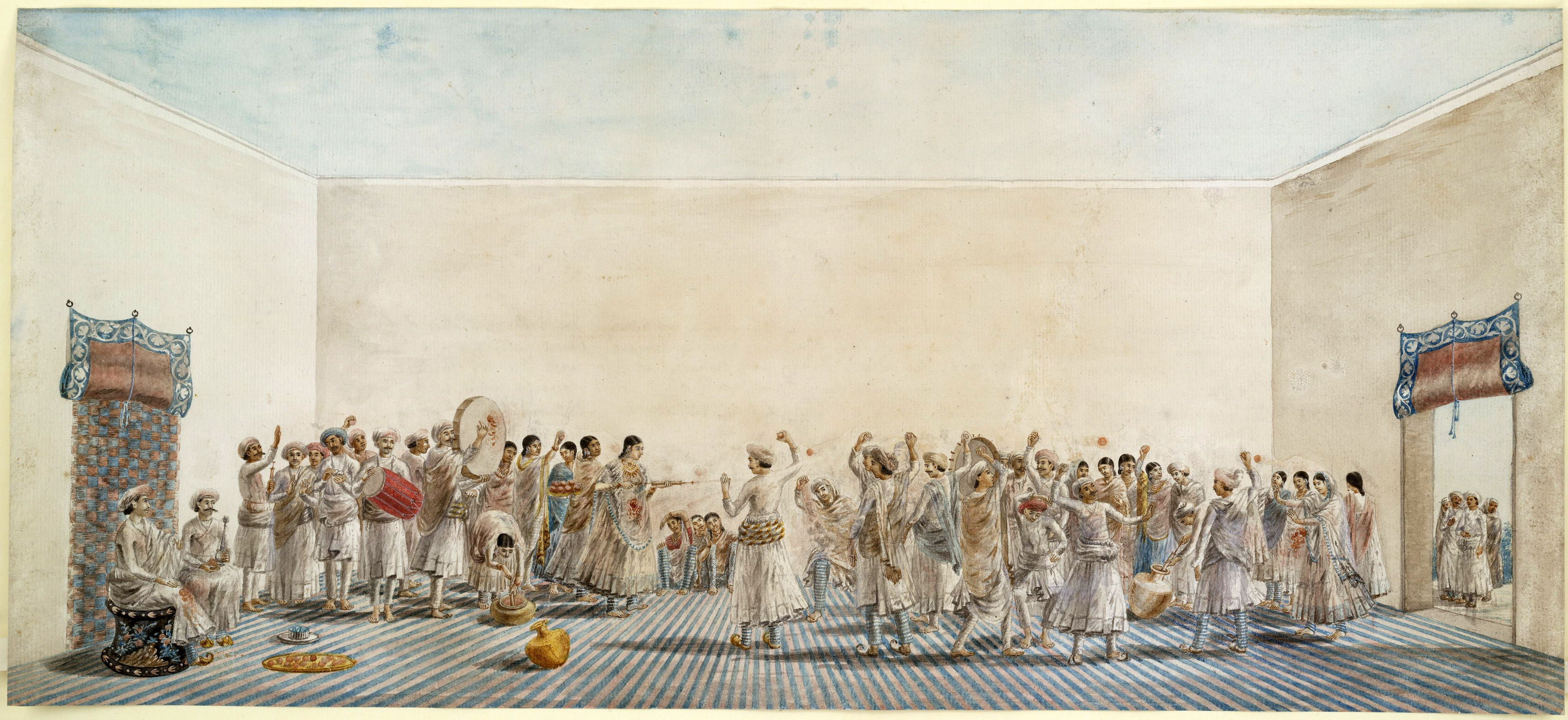
Holi, ca. 1795

Holi (Hindi: होली), Holi Phagwa of Phagwa (Sarnami: पगवा) is een hindoeïstisch feest dat jaarlijks rond de maand maart gevierd wordt en in feite een combinatie is van een lentefeest, een feest van de overwinning van het goede op het kwade én een Nieuwjaarsfeest. De kleurstof die ze gebruiken wordt ook wel Gulal genoemd.
Het feest bestaat al honderden jaren. Volgens de gregoriaanse kalender wordt het in het voorjaar gevierd en in de hindoekalender op de dag na de volle maan van de maand Phaalguna. Naar deze maand is dit feest ook genoemd, Phagua of Phagwa. Op de dag van de volle maan vindt Holika Dahan plaats. Bastantpanchami, Maha Shivaratri, Holikadahan en Holi zijn hindoe-gedenkdagen in het hindoeïstische jaargetijde Basant.
De mensen tellen af van tien tot 0 en dan begint het feest, overal vliegen zakjes met kleurpoeder de lucht in en iedereen begint te juichen 
Het Holifeest wordt gevierd met zang en dans, aperitiefhapjes, het strooien met gekleurd poeder, parfum (Goellaal) en het sprenkelen van gekleurd water (Abier). In Suriname wordt Holi gevierd als een Nationale feestdag. Het is ook een officiële feestdag in de nabijgelegen Caraïbische landen, Guyana en Trinidad en Tobago.

## Het feest
Binnen de jaargetijden van de hindoes worden de voorbereidingen van de Holi gestart op de dag van Basantpanchami, de vijfde dag van het jaargetij Basant in de maand Phaalguna. In de maand Phaalguna staat de zon op de dag van Makkarsankranti op de evenaar en helt de aarde met het noordelijk halfrond naar de zon en dat houdt in dat het noordelijk halfrond wordt opgewarmd. Voor de natuur in het noorden betekent het meer bloei en leven, hetgeen ook op het gevoel en gemoed van de mens inwerkt. Op de dag van Basantpanchami wordt een stek van de Rearh-plant (Ricinus/wonderboom), op een vaste locatie (holka) geplant. Hierbij wordt er gebeden en worden er offerandes gebracht door de Pandit (priester) met als doel voorspoed te verwerven voor de gelovigen en de hindoegemeente. Dit is ook de tijd dat na de gebeden en de lofzang aan god, de landbouwgronden worden ingezaaid en andere disciplines de (zakelijke) voorbereidingen treffen voor het aankomend Nieuwjaar. De hele maand wordt door de volksgemeente droog en brandbaar plantaardig materiaal verzameld voor de holka (bouwsel van stro, riet en takken, stengels en droog hout). Ook is de hindoegemeenschap actief bij het beleven van het aankomende holifeest, dat wordt ingeluid tijdens het Basantpanchami.
Voorafgaand aan het Holi houden hindoes tijdens de volle maan op de laatste dag van Phaalguna een ceremonie, Holkadahan bij de holka, waarbij ze symbolisch holika, het kwade (een verdrijving, uitbanning van het kwaad in de vorm van dwalingen, kwade gedachten en gewoonten) verbranden. Na de offerande, die wordt verricht door een Pandit, wordt het plantje (symbool van het goede) verwijderd van de brandstapel. Het kwade, (gesymboliseerd door de holka) wordt vernietigd door het in brand te steken. De ceremonie Holikadahan houdt gebed (puja) en het bezingen van stichtelijke en Holi-liederen:(chautal, hori, oelahra, belwara, jhoemar, baiswara, ledj, rasia, bhartal, dhamari, chahaka, tjaitre, kabier en jogira) in. Zingend maakt men rondgangen om de brandstapel als teken van de overwinning van het goede en de vernietiging van de kwade macht. Het zingen gaat door totdat de holka helemaal uitgebrand is.
In de hindoejaartelling is de dag na de holikadahan de start van de maanmaand Chaitra en tevens Nieuwjaar. Holi, het strooien met gekleurd poeder/water, begint nadat de as van de Holka is afgekoeld en de Pandit van de volksgemeenschap de ochtenddienst heeft uitgevoerd bij de Holka. Hierbij wordt na een gebed en het uitspreken van een heilwens voor geluk en welzijn van de gemeenschap in het nieuwe jaar, de aanwezigen getooid met een geluksteken (tilak), een eerste stip op het voorhoofd met de as van de holka. De as, vibhuti, dhoer, raakhi, van de Holka wordt door de hindoegemeenschap als heilig beschouwd, daar het is ontdaan van het kwaad en symbool is van Shiva. Hierna start het gekleurde feest van het voorjaar, tot laat in de nacht wordt er uitbundig gefeest: gegeten, gedronken en gezongen door jong en oud samen met familieleden, vrienden en kennissen. Het is immers een volksfeest. Men besproeit elkaar met verschillende geuren (parfum en reukwater) en bepoedert elkaar in verschillende kleuren en begiet elkaar met allerlei gekleurd water. Dit is dan ook het symboliseren van de in bloei staande natuur, maar dan bij de mens. 
Men wenst elkaar bij dit feest "Subh Holi!" toe, wat zoveel wil zeggen als 'Gelukkig Nieuwjaar!'. De hindoejaartelling is daarbij anders: met het inluiden van Holi in 2019 viert de hindoe het begin van het hindoejaar 2076.

## Verhaal achter het feest
Na strenge devotie tot Brahma en de van hem gave verkregen beschouwde de demonenkoning Hiranyakashipu zich als de enige heerser over de wereld. De koning was een vereerder van Brahma (de god van de schepping, de schepper van de wereld) en in zijn waanzinnig verlangen naar steeds meer macht vroeg hij Brahma hem onsterfelijk te maken. Op een dag stond Shiva (de god van vernietiging) voor de koning en zei: "Koning, ik heb je gebeden aanvaard en je wens zal in vervulling gaan dat je niet gedood zult worden. Niet door een mens of door een dier, niet binnen of buiten, niet in de lucht en niet op de grond, niet overdag en niet 's avonds, niet door een wapen en ook niet door een vloek of spreuk." Eindelijk was Hiranyakashipu tevreden: hij was immers voor zijn doen onsterfelijk geworden! Hij liet iedereen in zijn land weten dat hij niet alleen koning was, maar ook god. Vanwege zijn kracht en macht had hij verordonneerd dat alleen hij aanbeden mocht worden. De mensen waren bang voor hem en gehoorzaamden de koning. Ze aanbaden hem als een god, en indien niet werden ze gedood. De zoon van de koning, Prahalad, weigerde echter zijn vader te aanbidden. De koning ontstak in woede en zei tegen zijn zoon: "Als je mij niet aanbidt, zul je gedood worden." Maar de zoon antwoordde dat niet de koning, maar Vishnu (de beschermgod van het heelal, die waakt over het welzijn van de mensen) zijn god was. Vanaf dat moment probeerde koning Hiranyakashipu zijn zoon te doden, maar Vishnu wist dat telkens op een wonderlijke manier te voorkomen.
In het paleis woonde ook een zus van de koning: Holika. Van haar werd verteld dat ze veel (demonische) toverkunsten kende. Holika had gehoord van de ongehoorzaamheid van Prahalad en ze bedacht een boos plan, waarmee ze naar de koning ging. "Ik zal naar uw zoon gaan en hem vertellen dat ik stiekem ook Vishnu vereer. Ik zal hem voorstellen om samen een offer aan Vishnu te brengen door met z'n tweeën op een brandstapel te klimmen. Maar zelf trek ik een onbrandbaar kleed aan, zodat alleen de ongehoorzame Prahalad zal verbranden en bewezen zal worden dat jij god bent." De koning stemde toe in het plan. Op het volksplein op de avond van de verbranding waren veel mensen voor het paleis verzameld. Toen Holika en Prahalad op de brandstapel zaten werd het doodstil. De brandstapel werd aangestoken en enkele ogenblikken later laaiden de vlammen hoog op. Holika kwam in de vlammen om en Prahalad bleef ongedeerd. Toen verscheen Vishnu vanuit een pilaar in de gedaante van de half leeuw/half mens Narasimha. Hij pakte de koning Hiranyakashipu op en verscheurde hem met zijn klauwen op zijn schoot in een deuropening bij schemering. Zo kwamen de woorden waarmee Bramha de koning had gezegend uit: hij zou niet gedood worden door een mens, noch door een dier, noch binnen, noch buiten, noch in de lucht en ook niet op de grond, niet overdag en niet 's avonds, noch door een wapen, noch door een vloek of spreuk. De koning was op de schoot van Narasimha in een deuropening bij schemeravond en Vishnu kwam in de gedaante van half mens, half dier (leeuw). Narashima en gebruikte geen wapen, maar gewoon de klauwen van de leeuw/mens.
Holika was verbrand, haar gave had niet gewerkt. Koning Hiranyakashipu werd gedood en zijn godaanbiddende zoon Prahalad bleef in leven.
Deze bezinningsdag, holikadahan, wordt door de hindoes jaarlijks herdacht. Ze vieren dan de overwinning van het goede op het kwade, van het recht op het onrecht.
Zie ook het volksverhaal Half leeuw, half mens.

## Varianten
In Vrindavan en Mathura, waar Krishna opgegroeid is, wordt holi 16 dagen lang gevierd tot Rangpanchmi. Dit ter nagedachtenis aan de goddelijke liefde Raas Vilola van Radha en Krishna. Er wordt geloofd dat Krishna vele grappen maakte en zich geliefd maakte en de gopis goddelijk verhief tijdens deze 16 dagen van lente. Krishna klaagde ook bij zijn moeder Jasoda over het feit dat hij een blauwe huidskleur had en Radha aantrekkelijk mooi bruin was. Hierop kleurde Jasoda, Radha's en Krishna's huid met eenzelfde kleur in, wat symbool staat voor "ware liefde kent maar één kleur".
Kamadeva (Kaamdev), de god van de liefde en wederzijds bekoren. Kaamdews lichaam werd vernietigd toen hij Shiva eens beschoot met zijn liefdespijlen, dit om Shiva uit zijn diepe langdurende meditatie te doen ontwaken. De reden hiervoor was om Parvati te helpen omdat zij lang had gewacht op Shiva om met hem te trouwen. Omdat zijn meditatie was onderbroken ontstak Shiva in woede waarbij hij zijn derde oog opende en met zijn starende blik Kaamdew raakte. Kaamdew verbrandde tot as. De echtgenote van Kaamdew, Rati, belichaming van passie en hartstocht, smeekte om genade bij Shiva, waarop hij voor Kaamdew een belichaming vanuit de as creëerde. Deze was niet fysiek van aard, maar een mentale belichaming. De reine emotionele en mentale staat van liefde in plaats van fysieke lust. Ter nagedachtenis aan deze transformatie wordt holi ook gevierd.
Het holifeest wordt feestelijk beëindigd op de dinsdag na de volle maan (phaaguna poernima), en dit heet 'Boerhwamangel' of 'Boerhwamangar', vrij vertaald: ouderen dinsdag. Hierbij gaan de nieuwelingen uit de familie bij hun ouderen, opa's, oma's, kennismaken en zegeningen halen.